# Texcoco, México
Texcoco là một đô thị thuộc bang México, México. Năm 2005, dân số của đô thị này là 209308 người.